# Omicidio per appuntamento
Omicidio per appuntamento è un film del 1967 diretto da Mino Guerrini.

## Trama
Irving Dreiser, un detective in vacanza in Italia ha un appuntamento con il suo vecchio amico Dwight Dempsey, che non vede da un sacco di tempo. Da quel momento la sua vita non è più la stessa, infatti Irwing viene minacciato più volte e finisce nei pasticci con la polizia, comprando una pistola e lasciando con sé alcuni cadaveri alle spalle. Irving ha un altro scopo é di prendersi cura della figlia, in modo da seguire la pista lasciata da Dwight. Irving ottiene la fiducia del commissario di polizia Silvio Giunta che si era messo nelle sue tracce. Alla fine si scopre che il criminale in questione é lo stesso Dwight Dempsey, che viene freddato da Giunta mentre stava uccidendo Irving.

## Distribuzione
Il film é uscito il 7 maggio 1967 in Italia